# 500 франків (Паскаль)
500 франків (Паскаль) — французька банкнота, ескіз якої розроблений 4 січня 1968 року і випущена у обіг Банком Франції з 7 січня 1969 року до заміни на банкноту 500 франків П'єр і Марія Кюрі.

## Історія

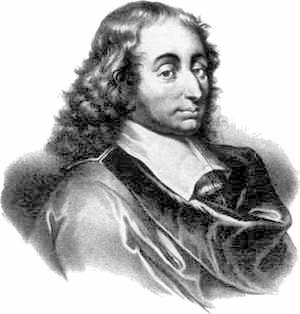
Блез Паскаль — знаменитий французький філософ, письменник, фізик, математик XVII століття

Найбільша за номіналом банкнота випущена Банком Франції, купюра друкувалася з 1968-го по 1994 роки і залишалася в обігу до 1997 року. У зв'язку з переходом на євро 15 січня 2009 року банкнота була позбавлена статусу легального платіжного засобу, на цей час за підрахунками Банку Франції на руках у населення знаходилося близько 2670000 екземплярів. Станом на 28 лютого 2007 року курс обміну цієї банкноти становив 76,22 євро.

## Опис
Автори дизайну були Люсьєн Фонтанароза (1912-1975) і гравери Роберт Арманеллі і Клод Дюрен. Домінуючі кольори — жовтий і світло-коричневий. 
Аверс: у центрі, Блез Паскаль поклавши голову на руку на тлі дзвіниці церкви Сен-Жак-де-ла-Бушері у Парижі і собору в Клермон-Феррані. 
Реверс: у центр, той же портрет Паскаля, але на задньому плані, каплиця абатства Пор-Рояль. 
Водяний знак являє собою посмертну маску Паскаля. Розміри банкноти 180 мм х 97 мм.

## Джерело
- Перелік французьких банкнот [Архівовано 14 квітня 2012 у Wayback Machine.]
- Сайт нумізматики та боністики Франції